# Eifel
- Nota: não confundir com Eiffel

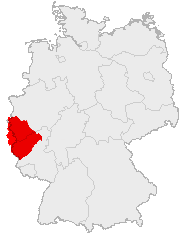
Localização do Eifel.

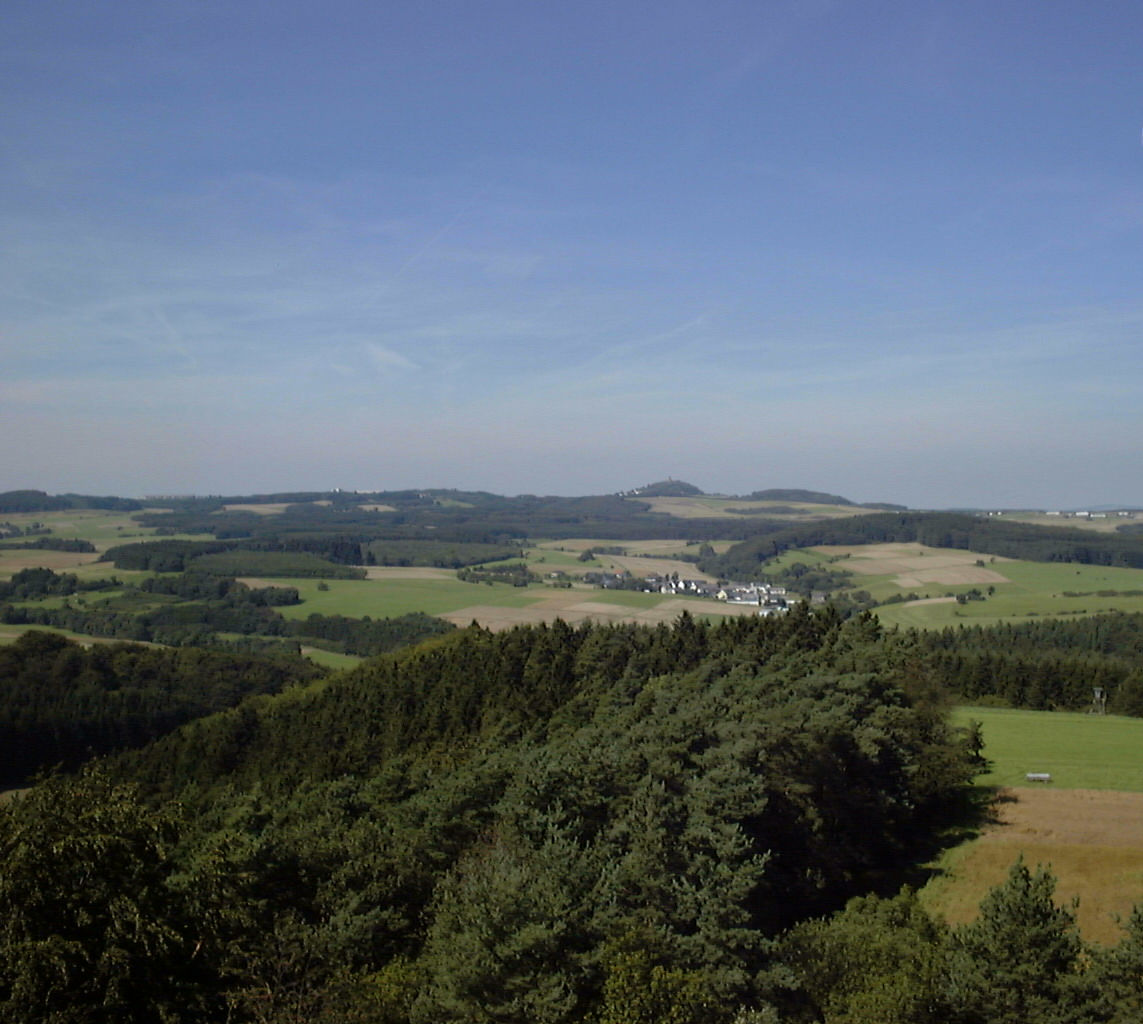
Paisagem típica do Eifel.

Eifel é uma zona de colinas relativamente baixas no oeste da Alemanha e que cobre também uma pequena parte do leste da Bélgica. Ocupa parte do sudoeste da Renânia do Norte-Vestfália e do noroeste da Renânia-Palatinado. O seu ponto mais alto em 747m de altitude.

## Geografia
O Eifel é limitado pelo rio Mosela a sul e pelo rio Reno a leste. No norte confronta com as colinas Altos Fagnes, e a oeste pelas Ardenas da Bélgica e Luxemburgo. É atravessado pelo famoso aqueduto de Eifel, da época romana, e um dos mais longos do Império Romano. Foi uma zona de vulcanismo activo durante o período Terciário. Cerca de 110 km² estão integrados num parque nacional alemão.

## Historia

### Etimologia

#### Uso ao longo da história
Na época do Império Romano, toda a cordilheira entre os rios Reno, Mosa e Mosela era chamada de Arduenna silva ("floresta alta"). O registro mais antigo do nome "Eifel" não ocorre até o início da Idade Média. Após o colapso do Império Romano do Ocidente, o Império Franco emergiu nos territórios da atual França e da Alemanha Ocidental. Este foi dividido em gaue (lat.: pagi). Um deles, o Eifelgau, cobria as regiões das nascentes dos rios Erft, Urft, Kyll e Ahr, ou seja, predominantemente no sopé norte e noroeste do atual Eifel, na metade oriental da Arduenna silva dos romanos. A oeste do Eifelgau fica o Ardennengau, cujo nome foi derivado de Arduenna silva.
Após o fim do Império Franco, o nome do antigo gaue continuou a ser usado na linguagem popular. Ao longo dos séculos, uma região cada vez maior foi chamada de Eifel. Hoje, toda a parte de língua alemã da cordilheira entre o Reno, Mosa e Mosela é chamada de Eifel (incluindo várias áreas fora da Alemanha, veja o → Eifel belga), enquanto a parte de língua francesa na Bélgica e na França é chamada de Ardenas.

#### Registros sobreviventes mais antigos
762 Eifflensis pagus, 772 Eiffelnsis pagus, 804 in pago aquilinse, 838 Eifla, 845 Eiflensis pagus, 855 Eiflinsis pagus, 860–886 Agflinse, 975 Aiflensis pagus, 1051 Eiffila, 1105 Eifla, 1121 Eifla

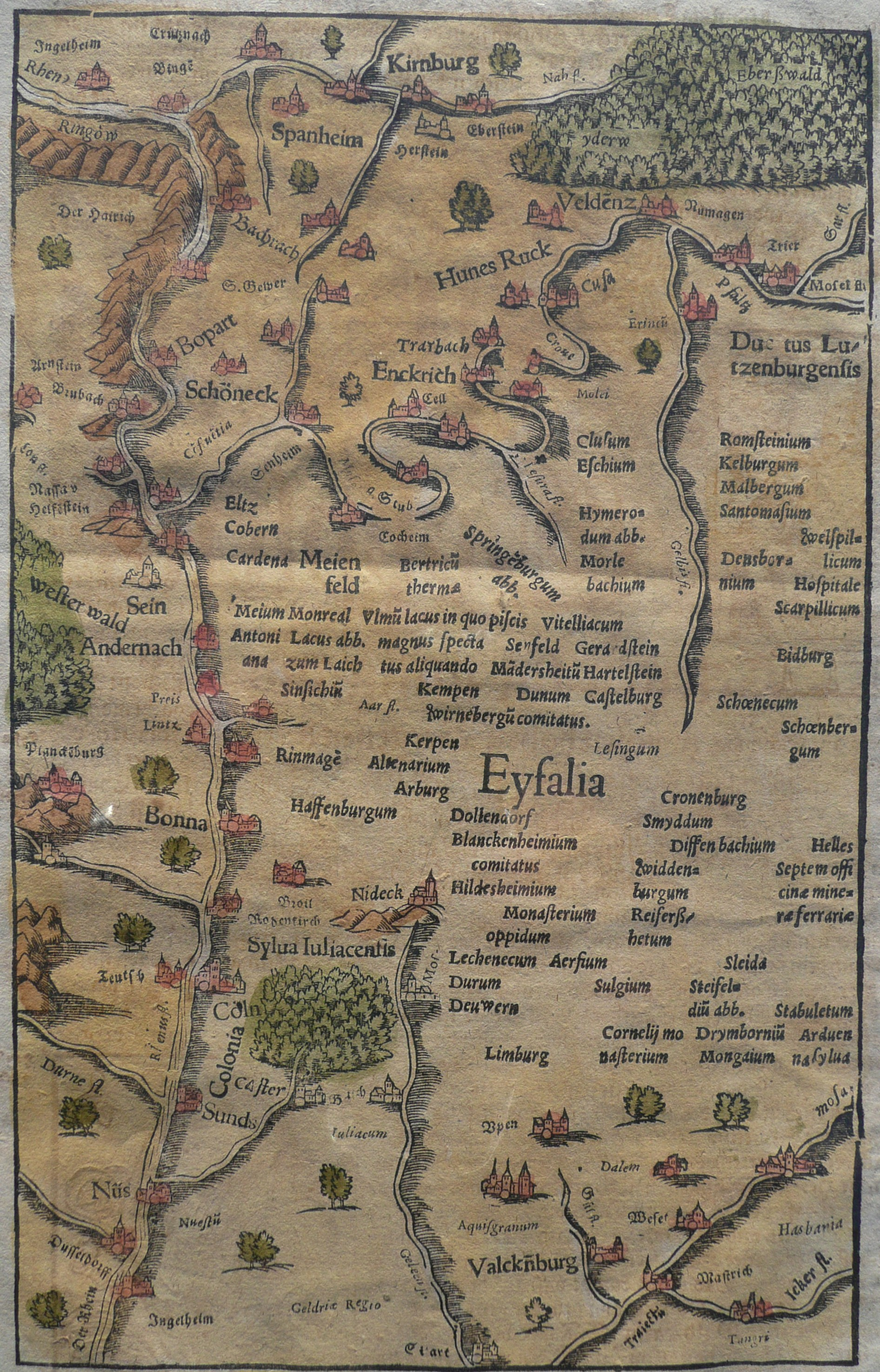
Mapa do Eifel (Eyfalia) e terras adjacentes no ano de 1628; norte é para baixo

#### Significado
Müller/Schnetz (1937) acreditam que um -n- caiu entre o ditongo e a sílaba, -fel. A forma raiz resultante Anfil ou Anfali significaria então uma "área que não é tão nivelada". An - seria então um prefixo e -fali, que está relacionado ao polje eslavo ("campo"), significa "planície" ou "pântano".
W. Kaspers (1938) deduz da forma sobrevivente em pago aquilinse a forma raiz aku-ella, akwella e aponta para seu desenvolvimento no nome "Eifel" na seguinte sequência: aquila > agfla > aifla > eifla > Eifel. Akuella deriva do pré-alemão e significa "terra com cumes" ou "terra com picos".
Ambas as proposições, como várias outras, são altamente controversas. A proposta mais convincente é a de Heinrich Dittmaier (1961). Dittmaier inicialmente o deriva do germânico Ai-fil. O segundo componente corresponde a Ville, que é o nome de um cume entre o Erft, Swist e Rhine hoje. As variantes Vele, Vile e Viele podem frequentemente ser encontradas em nomes de lugares como Veler Weg ou Veler Pfad. Ao contrário da palavra moderna Ville, a consoante fricativa é forte em "Eifel". O responsável por isso provavelmente foi um som entre ai- e -fil, que foi assimilado pelo f, possivelmente f, k, ch, d, t. Dittmaier acredita que o som que faltava era um k ou ch, onde "Eifel" originalmente voltava para Aik-fil. Aik/Aich também é um nome para carvalho ( Eiche ) e qualifica a raiz da palavra ville. Com base no fato de estar coberto por carvalhos, o Eifel (= Eich - Ville ) poderia ser distinguido dos outros Ville, um nome usado ainda hoje, no Erft. No entanto, a vegetação original, histórica e até atual do atual Ville é dominada pela floresta mista de carvalhos.
O significado de "Ville" também é contestado. Dittmaier dá três explicações possíveis: "região pantanosa", "planície, charneca" e " charneca", que harmonizariam geologia e vegetação.
Outra proposta vê o nome como ainda mais antigo e possivelmente de origem celta. Perto de Colônia, foi encontrado um altar dedicado às deusas celtas Matronae Aufaniae, que eram homenageadas com água corrente. A tese de que o nome "Eifel" foi derivado dessa fonte não é conclusiva, mas é persuasiva; Eifel significaria então "terra de água" ou "montanhas aquosas".

### Histórico de liquidação

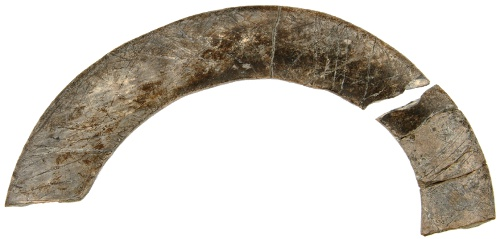
Artefatos de marfim da Caverna Magdalena

Na Idade da Pedra, o Eifel era habitado por pessoas: neandertais e humanos modernos. Isso é evidenciado pelas cavernas de Buchenloch e Magdalena perto de Gerolstein. Os artefatos da Caverna Magdalena também mostram que o Eifel foi visitado por humanos mesmo durante o auge da última era glacial.
As escavações mostram que o ferro já estava sendo trabalhado pela Idade do Ferro "cultura Hunsrück-Eifel" à qual o Eifel dá seu nome. A primeira cabana de fundição ao norte dos Alpes foi construída durante o período La Tène no século 5 a.C. em Hillesheim. Perto de Bitburg há um local de fundição de ferro em que o metal era fundido e trabalhado de maneira quase industrial durante o período romano. Na época romana, o Eifel era uma importante região econômica. Seus recursos minerais (chumbo, espato de zinco, ferro, calcário e pedras para construção) foram extraídos e o comércio se beneficiou das rotas de comunicação romanas de longa distância, como a estrada romana de Trier a Colônia, que cruzou o Eifel.
No final da Idade Média, o Eifel era uma área de fronteira entre o Arcebispado da Colônia e a Trier o Condado de Luxemburgo e o Ducado de Jülich. Isso explica o grande número de castelos, agora em ruínas, que foram construídos principalmente para proteger a fronteira. Por meio de políticas hábeis, vários principados menores e abadias conseguiram adquirir sua independência, por exemplo, a Casa de Manderscheid-Blankenheim, o Condado de Salm-Reifferscheid e a Abadia de Prüm
Os trabalhos de mineração e fundição, com sua demanda por escoras e carvão para fundição, a grande demanda por madeira de construção e lenha e a indústria naval que se generalizou até o século XIX, levou a um desmatamento quase total das matas. De facto, por volta de 1800, o Eifel deve ser imaginado como uma paisagem de prados e charnecas, onde pastavam animais, sobretudo rebanhos de ovelhas. Ao mesmo tempo, a população empobrecia-se cada vez mais porque as pobres terras aráveis não produziam colheitas ricas. Mesmo após o declínio das operações de mineração e fundição após meados do século XIX, a situação da população não melhorou. Além disso, o Eifel era uma rota de marcha para as tropas francesas em todos os tipos de teatros de guerra. Eles exigiam "dinheiro forrageiro" da população local, o que só causava mais empobrecimento, como mostram os registros de Kottenheim.
O domínio prussiano começou em 1815, mas pouco mudou em termos de condições sociais: O Eifel, como uma pobre região periférica do império ("Sibéria Prussiana"), só interessava por razões militares. Para funcionários e oficiais prussianos, principalmente protestantes, um posto na região puramente católica de Eifel era como uma sentença de punição. No entanto, a paisagem mudou à medida que a Prússia procedeu ao reflorestamento sistemático, embora com árvores coníferas que não eram típicas da região.
No século XIX, a região de Eifel sofreu grandes fomes, especialmente nos anos de 1816/17, 1847 e 1879/80, e um memorando de 1853 registra que "Muitos habitantes de Eifel não conhecem outro alimento além de batatas e pão que consiste em uma mistura de aveia e batata. Pode-se dizer sem exagero que dois terços de toda a população só comem carne uma vez por ano."As consequências da terrível situação alimentar eram óbvias: "Em 1852, apenas 10% de todos os alistados estavam aptos para o serviço militar".
Devido aos seus solos estéreis e ao clima rigoroso, que sempre levava a colheitas ruins, muitos agricultores estavam endividados. De acordo com relatos do inverno de fome em 1879/80, no entanto, houve uma onda de solidariedade no Reich e, em 1883, foi criado o "Fundo Eiffel", por meio do qual, em 18 anos, 5,5 milhões de marcos do Reich foram arrecadados para terras beneficiação, para a arborização de terrenos baldios e para o emparcelamento.
Durante muito tempo, o desenvolvimento econômico foi prejudicado pelas más condições das estradas e trilhos. No entanto, devido à sua localização fronteiriça entre o Império Alemão, Bélgica e Luxemburgo (como rotas de marcha para a França), muitas linhas ferroviárias foram construídas desde a fundação do Império Alemão, que serviam a propósitos estratégico-militares. Esta melhoria das vias de transporte também impulsionou o turismo. A construção do Nürburgring também serviu ao propósito do desenvolvimento econômico na década de 1920.
A região fronteiriça do Eifel também não foi poupada pela Segunda Guerra Mundial. A construção da Linha Siegfried foi seguida, de setembro de 1944 a janeiro de 1945, por violentas batalhas e a Ofensiva das Ardenas, especialmente no norte do Eifel, que ainda testemunha o legado da guerra: ruínas de antigos bunkers e partes de barreiras de tanques. Especialmente na Batalha da Floresta de Hürtgen, onde a batalha com as maiores perdas foi travada no oeste, cemitérios militares - como em Vossenack - testemunham os eventos brutais da guerra.
A região de Eifel foi severamente atingida pelas enchentes europeias de 2021.

## Cidades do Eifel
- No Eifel alemão : Adenau, Bad Münstereifel, Bad Neuenahr-Ahrweiler, Bitburg, Daun, Gerolstein, Hillesheim, Kall, Kaisersesch, Kyllburg, Manderscheid, Mayen, Mechernich, Montjoie, Neuerburg, Prüm, Schleiden, Schweich, Wittlich
- No Eifel belga : Saint-Vith, Bullange, Amblève, Burg-Reuland
- Nas proximidades : Aix-la-Chapelle, Bona, Coblença, Colónia, Euskirchen, Liège, Luxemburgo, Maastricht, Tréveris, Verviers